# Ciclismo ai XVII Giochi del Mediterraneo
Le gare di Ciclismo ai XVII Giochi del Mediterraneo si sono svolte il 25 e il 28 giugno 2013. Inizialmente erano previste anche corse in ambito femminile, ma sono in seguito state cancellate a causa della scarsità di iscrizioni.
Gli atleti hanno corso nelle due più classiche categorie: corsa in linea e corsa a cronometro.

## Calendario
Le gare hanno seguito il seguente calendario:
| ● | Competizioni | ● | Finali |

| Giugno |    |    |    |    |    |    |    |    |    |    |    |    |
| 18     | 19 | 20 | 21 | 22 | 23 | 24 | 25 | 26 | 27 | 28 | 29 | 30 |
|        |    |    |    |    |    |    | ●  |    |    | ●  |    |    |

## Risultati
| Evento                | Oro            | Prestazione | Argento            | Prestazione | Bronzo             | Prestazione |
| In linea (dettagli)   | Nicola Ruffoni | 3:20'11     | Christophe Laporte | s.t.        | Abdelbasat Hanachi | s.t.        |
| Cronometro (dettagli) | Yoann Paillot  | 32'45"07    | Lluís Mas          | 32'58"28    | Rasim Reis         | 33'41"38    |

## Medagliere
| Posizione | Paese   |   |   |   | Totale |
| --------- | ------- | - | - | - | ------ |
| 1         | Francia | 1 | 1 | 0 | 2      |
| 2         | Italia  | 1 | 0 | 0 | 1      |
| 3         | Spagna  | 0 | 1 | 0 | 1      |
| 4         | Algeria | 0 | 0 | 1 | 1      |
| 4         | Turchia | 0 | 0 | 1 | 1      |
| Totale    | Totale  | 2 | 2 | 2 | 6      |